# Timothy Evans
Timothy John Evans (* 20. November 1924 in Merthyr Tydfil, Wales; † 9. März 1950 in London) war höchstwahrscheinlich das Opfer eines der bekanntesten britischen Justizirrtümer. Seine Hinrichtung durch Hängen für einen Mord, den wahrscheinlich sein Nachbar John Christie begangen hatte, führte zu erheblichem Aufsehen in England und schließlich zur faktischen Abschaffung der Todesstrafe und zur Legalisierung der Abtreibung in Großbritannien.

## Lebenslauf
Evans wurde in Wales geboren und wuchs dort auf. Als Kind hatte er sich beim Baden eine Schnittverletzung am Bein zugezogen, die nur unzureichend behandelt wurde und nie vollständig ausheilte. Die Schule konnte er daraufhin nicht mehr regelmäßig besuchen. Er war möglicherweise geistig zurückgeblieben und erfand zudem gern abstruse Geschichten über seine Herkunft. Außer seinem eigenen Namen konnte er keine weiteren Wörter lesen oder schreiben. Nach der Schule fand er eine Anstellung als Chauffeur. Am 20. September 1947 heiratete er Beryl Susanna Thorley, die er erst wenige Monate zuvor kennengelernt hatte. Im Jahr 1948 zogen beide in das obere Stockwerk des Hauses Rillington Place 10 in North Kensington, London. Im Erdgeschoss wohnte John Christie mit seiner Frau, im mittleren Stockwerk ein Mr. Kitchener, der sich zum Zeitpunkt der Morde in einem Londoner Krankenhaus aufhielt. Das Haus war relativ beengt, pro Stockwerk gab es zwei größere Räume.
Am 10. Oktober 1948 wurde Timothys und Beryls Tochter Geraldine Evans geboren. Es stellten sich bald wirtschaftliche Probleme ein, nachdem Evans aufgrund seiner Lügengeschichten entlassen worden war. In dieser Situation stellte Beryl Evans fest, dass sie erneut schwanger war. Bereits im Vorfeld war es immer öfter zum Streit unter den jungen Eheleuten gekommen. Am 10. November besuchte Evans seine Mutter und berichtete ihr, dass seine Frau mit der Tochter zu Beryls Vater nach Brighton gereist sei; bereits nach kurzer Zeit wurde diese Geschichte von Verwandten angezweifelt.

## Der Kriminalfall Evans
Am Nachmittag des 30. November 1949 erstattete Evans Selbstanzeige auf einer Polizeistation. Er habe seine Frau getötet, indem er ihr Abtreibungsmittel gegeben habe. Danach habe er sie in einem Kanal versteckt. Nachdem er sie am nächsten Tag tot aufgefunden habe, habe er die Einrichtung der gemeinsamen Wohnung für 40 Pfund an einen Möbelhändler verkauft und seine Arbeitsstelle gekündigt. Polizeibeamte konnten die Leiche seiner Frau jedoch nicht in besagtem Kanal finden. Darüber hinaus konnte der schwere Deckel selbst von mehreren Polizisten nur mühevoll geöffnet werden.
Als Evans damit konfrontiert wurde, widerrief er sein Geständnis und erklärte nun, er habe Christie lediglich decken wollen, dieser habe die tödliche Abtreibung vorgenommen. Nach der misslungenen Abtreibung habe Christie die Leiche der Frau zunächst in der mittleren Wohnung untergebracht und ihm später gesagt, dass er sie in den Abwasserkanal geworfen habe. Evans’ Kind wolle er zu seiner (Christies) Mutter bringen, bis sich die Angelegenheit beruhigt habe.
Es kam zu einer erneuten Hausdurchsuchung. In einem Waschhaus im Garten wurden die Leichen von Beryl und Geraldine gefunden, beide erdrosselt. Evans wurde damit konfrontiert und gefragt, ob er es getan habe. Er antwortete mit: „Yes“ (Ja). Er legte ein weiteres Geständnis ab, nach welchem er seine Frau und seine Tochter wegen der wirtschaftlichen Probleme ermordet habe.

## Prozess, Verurteilung, Hinrichtung
Da er möglicherweise durch seine Frau provoziert worden war – die Streitigkeiten zwischen beiden gingen oft von ihrer Seite aus –, wurde Evans nur wegen der Ermordung Geraldines angeklagt. Der Prozess wurde ab dem 11. Januar 1950 im Old Bailey verhandelt. Evans bekannte sich nicht schuldig und widerrief die früheren Geständnisse. Er behauptete nun, Christie habe seine Frau und seine Tochter erdrosselt. Als Hauptbelastungszeuge trat Christie auf. Wegen der häufig widerrufenen Geständnisse war die Glaubwürdigkeit von Timothy Evans jedoch stark herabgesetzt.
Am 13. Januar 1950 wurde Evans von der Jury schuldig befunden und vom Richter zum Tode verurteilt. Die Berufung wurde verworfen. Am 9. März 1950 wurde Evans im Pentonville-Gefängnis durch Englands Henker Albert Pierrepoint gehängt.

## Der Kriminalfall Christie
Nachdem Christie am 20. März 1953 aus der unteren Wohnung ausgezogen war, führte der Nachmieter Beresford Brown Arbeiten in der Küche aus. Dabei stieß er auf eine Frauenleiche in einem Alkoven in der Wand. Bei einer nachfolgenden Durchsuchung durch die Polizei wurden im Haus vier Frauenleichen, unter anderem die Ehefrau Christies sowie verschiedene Skelettteile und sonstige menschliche Überreste verschiedener Frauen aufgefunden. Alle waren von Christie mit Leuchtgas betäubt und anschließend erdrosselt worden – sowohl bevor Evans in dem Haus gewohnt hatte als auch danach. Sofort erinnerte man sich an den Fall Timothy Evans, der erst drei Jahre zuvor hingerichtet worden war. Christie gestand auch den Mord an Beryl Evans, stritt den Mord an der kleinen Geraldine jedoch vehement ab. Nach längerer Diskussion um den Fall und mehreren Debatten im britischen Unterhaus wurde Timothy Evans 1966 rehabilitiert.

## Folgen des Falles Evans
Die öffentliche Diskussion über den Kriminalfall trug in erheblichem Maße zur Aufhebung der Todesstrafe in Großbritannien bei. Im Fall Evans sehen die Gegner der Todesstrafe ein Beispiel einer fatalen Fehlentscheidung.

## Verfilmungen
1969 verfilmte das ZDF mit dem Fernsehspiel Gnade für Timothy Evans die Geschichte des Frauenmörders. In dem Film wurden die Gerichtsverhandlungen nachgestellt sowie in Rückblenden die Vorgänge rund um die Taten Christies. Rahmenhandlung war die Rehabilitierung des unschuldig Gehängten Timothy Evans, dessen Rolle der Schauspieler Josef Fröhlich übernahm. Regie bei dem am 20. August 1969 ausgestrahlten Dokumentarspiel führte Korbinian Köberle.
Der Film John Christie, der Frauenwürger von London (10 Rillington Place) aus dem Jahr 1971 geht auf diesen Kriminalfall zurück. Regie führte Richard Fleischer, Richard Attenborough spielte die Hauptrolle des John Christie. Evans’ Rolle übernahm der damals noch eher unbekannte John Hurt. Dieser erhielt für seine schauspielerische Leistung eine Nominierung für den Britischen Filmpreis.
2016 verfilmte Regisseur Craig Viveiros für die BBC die Geschichte erneut als dreiteilige Miniserie unter dem Titel Rillington Place mit Nico Mirallegro in der Rolle des Timothy Evans. Tim Roth verkörperte den Mörder John Christie.